# Матч СРСР — США з легкої атлетики в приміщенні 1974
Матч СРСР — США з легкої атлетики в приміщенні 1974 був проведений 2 березня у Москві під дахом спорткомлексу «Спартак» на круговому синтетичному треку довжиною 200 метрів, крім змагань чоловіків у метанні ваги, які були проведені на метальному секторі просто неба.

## Результати

### Чоловіки
| Місце | Атлет              | Результат |
| ----- | ------------------ | --------- |
| 1     | Кліффорд Аутлін    | 6,4 =WIB  |
| 2     | Олександр Корнелюк | 6,4 =WIB  |
| 3     | Майк Мак-Фарленд   | 6,5       |
| 4     | Юрій Силов         | 6,6       |

| Місце | Атлет         | Результат |
| ----- | ------------- | --------- |
| 1     | Стенлі Вінсон | 48,3      |
| 2     | Семен Кочер   | 48,4      |
| 3     | Вес Вільямс   | 48,5      |
| 4     | Тофік Алієв   | 48,6      |

| Місце | Атлет              | Результат |
| ----- | ------------------ | --------- |
| 1     | Володимир Артьомов | 1.51,9    |
| 2     | Джим Шейпер        | 1.52,0    |
| 3     | Браян Мак-Елрой    | 1.52,4    |
| 4     | Анатолій Мамонтов  | 1.53,2    |

| Місце | Атлет                | Результат |
| ----- | -------------------- | --------- |
| 1     | Майкл Слек           | 3.49,2    |
| 2     | Петро Анисим         | 3.49,4    |
| 3     | Станіслав Мещерських | 3.52,1    |
| 4     | Гавелл Майкл         | 3.53,3    |

| Місце | Команда        | Результат   |
| ----- | -------------- | ----------- |
| 1     | Валентин Зотов | 13.52,6     |
| 2     | Борис Кузнецов | 13.52,6     |
| 3     | Джим Джонсон   | 13.56,4 NIB |
| 4     | Брюс Фішер     | 14.24,8     |

| Місце | Команда             | Результат |
| ----- | ------------------- | --------- |
| 1     | Том Гілл            | 7,3 WIB   |
| 2     | Віллі Девенпорт     | 7,4       |
| 3     | Анатолій Мошіашвілі | 7,5 =EIB  |
| 4     | Едуард Переверзєв   | 7,5 =EIB  |

| Місце | Команда                                                             | Результат |
| ----- | ------------------------------------------------------------------- | --------- |
| 1     | СШАДенніс Вокер Вес Вільямс Стенлі Вінсон Джим Шейпер               | 4.19,4    |
| 2     | СРСРОлександр Аксинін Семен Кочер Павло Литовченко Георгій Чернишов | 4.20,6    |

| Місце | Команда        | Результат |
| ----- | -------------- | --------- |
| 1     | Віктор Вавилов | 20.44,4   |
| 2     | Микола Смага   | 20.47,0   |
| 3     | Тодд Скаллі    | 21.04,4   |
| 4     | Дон Денун      | 22.19,8   |

| Місце | Команда        | Результат |
| ----- | -------------- | --------- |
| 1     | Сергій Будалов | 2,23      |
| 2     | Кестутіс Шапка | 2,15      |
| 3     | Тім Вокер      | 2,10      |
| 4     | Джин Голтон    | 2,05      |

| Місце | Атлет         | Результат |
| ----- | ------------- | --------- |
| 1     | Юрій Ісаков   | 5,20      |
| 2     | Яніс Лауріс   | 5,20      |
| 3     | Вінс Страбл   | 5,00      |
| 4     | Роланд Картер | 5,00      |

| Місце | Атлет              | Результат |
| ----- | ------------------ | --------- |
| 1     | Валерій Підлужний  | 7,86      |
| 2     | Олексій Переверзєв | 7,77      |
| 3     | Стенлі Ройстер     | 7,25      |
| 4     | Ел Ланієр          | 7,20      |

| Місце | Атлет           | Результат |
| ----- | --------------- | --------- |
| 1     | Віктор Санєєв   | 16,73     |
| 2     | Михайло Барибан | 16,60     |
| 3     | Арнольд Граймс  | 16,24     |
| 4     | Том Гейнс       | 15,84     |

| Місце | Атлет             | Результат |
| ----- | ----------------- | --------- |
| 1     | Террі Олбріттон   | 20,27     |
| 2     | Анатолій Ярош     | 19,98     |
| 3     | Олександр Носенко | 18,81     |
| 4     | Даг Прайс         | 18,50     |

| Місце | Атлет              | Результат |
| ----- | ------------------ | --------- |
| 1     | Олексій Малюков    | 23,53 WB  |
| 2     | Олексій Спиридонов | 22,68     |
| 3     | Джордж Френн       | 22,29     |
| 4     | Ел Голл            | 21,03     |

| Місце | Атлет             | Результат |
| ----- | ----------------- | --------- |
| 1     | Стів Гаф          | 4155      |
| 2     | Микола Авілов     | 4106      |
| 3     | Фред Самара       | 3894      |
| 4     | Олександр Бліняєв | 3838      |

### Жінки
| Місце | Атлетка           | Результат |
| ----- | ----------------- | --------- |
| 1     | Марта Ватсон      | 7,1 =WIB  |
| 2     | Людмила Маслакова | 7,1 =WIB  |
| 3     | Надія Бесфамільна | 7,1 =WIB  |
| 4     | Тереза Монтгомері | 7,1 =WIB  |

| Місце | Атлетка           | Результат |
| ----- | ----------------- | --------- |
| 1     | Надія Ільїна      | 53,8      |
| 2     | Людмила Аксьонова | 55,5      |
| 3     | Бренда Ніколс     | 56,1      |
| 4     | Гвен Норман       | 56,8      |

| Місце | Атлетка           | Результат |
| ----- | ----------------- | --------- |
| 1     | Робін Кемпбелл    | 1.30,1    |
| 2     | Венді Кеніг       | 1.30,6    |
| 3     | Нійоле Сабайте    | 1.31,2    |
| 4     | Світлана Стиркіна | 1.33,2    |

| Місце | Атлетка              | Результат  |
| ----- | -------------------- | ---------- |
| 1     | Мері Декер           | 2.04,4     |
| 2     | Валентина Герасимова | 2.05,3 NIB |
| 3     | Шеріл Туссен         | 2.05,8     |
| 4     | Тетяна Казанкіна     | 2.06,0     |

| Місце | Атлетка          | Результат |
| ----- | ---------------- | --------- |
| 1     | Тамара Козачкова | 4.20,9    |
| 2     | Ольга Двірна     | 4.23,4    |
| 3     | Кеті Гіббонс     | 4.25,6    |
| 4     | Дорін Енніс      | 4.28,3    |

| Місце | Атлетка         | Результат |
| ----- | --------------- | --------- |
| 1     | Людмила Брагіна | 9.14,0    |
| 2     | Ірина Бондарчук | 9.15,2    |
| 3     | Деббі Кватьє    | 9.29,0    |
| 4     | Бренда Вебб     | 10.00,0   |

| Місце | Атлетка          | Результат |
| ----- | ---------------- | --------- |
| 1     | Наталія Лебедєва | 8,3       |
| 2     | Патті Джонсон    | 8,4       |
| 3     | Тетяна Ворохобко | 8,4       |
| 4     | Меймі Роллінс    | 8,5       |

| Місце | Команда                                                            | Результат |
| ----- | ------------------------------------------------------------------ | --------- |
| —     | СРСРЛюдмила Маслакова Ніна Зюськова Тетяна Казанкіна Сарміте Штула | DQ        |
| —     | СШАТереза Монтгомері Шеріл Туссен Робін Кемпбелл Мері Декер        | DQ        |

| Місце | Атлетка         | Результат |
| ----- | --------------- | --------- |
| 1     | Джоні Гантлі    | 1,81      |
| 2     | Галина Філатова | 1,78      |
| 3     | Тамара Галка    | 1,78      |
| 4     | Сінді Гілберт   | 1,70      |

| Місце | Атлетка            | Результат |
| ----- | ------------------ | --------- |
| 1     | Марта Ватсон       | 6,30      |
| 2     | Капітоліна Лотова  | 6,21      |
| 3     | Маргарита Трейніте | 6,14      |
| 4     | Вікі Беттс         | 5,99      |

| Місце | Атлетка             | Результат |
| ----- | ------------------- | --------- |
| 1     | Надія Чижова        | 20,40 WIB |
| 2     | Світлана Крачевська | 18,04     |
| 3     | Марен Зайдлер       | 16,31     |
| 4     | Деніз Вуд           | 14,13     |

| Місце | Атлетка          | Результат |
| ----- | ---------------- | --------- |
| 1     | Надія Ткаченко   | 2776      |
| 2     | Тетяна Ворохобко | 2688      |
| 3     | Мітці Мак-Міллан | 2417      |
| 4     | Лорна Тінні      | 2016      |

## Командний залік
|                 | СРСР | США |
| --------------- | ---- | --- |
| Чоловіки        | 89   | 72  |
| Жінки           | 69   | 52  |
| Загальний залік | 158  | 124 |

## Відео
- Репортаж про матч у кіножурналі «Радянський спорт» (дивитись з 3:50) (рос.)